# Joseph Cedar
Yossef (Joseph) Cedar (31 de agosto de 1968, Nueva York) es un escritor y guionista de cine israelí. Ha ganado importantes premios de cine, entre los que se destacan el Oso de Plata a la mejor dirección en el Festival de Berlín, y el premio al mejor guion en el Festival de Cannes, 2011.
Cedar nació en Nueva York. Cuando tenía 6 años su familia se mudó a Israel donde creció en el barrio de Bayit VeGan de Jerusalén. Luego de graduarse en Filosofía e Historia del teatro en la Universidad Hebrea de Jerusalén matriculó estudios cinematográficos en la Universidad de Nueva York. Cuando regresó a Israel comenzó a trabajar en el guion del que sería su primer filme, Time of Favor (2000), para lo que se mudó y vivió por dos años en el asentamiento israelí de Dolev. La película se convirtió en un suceso y ganó 6 Premios Ophir incluido el de Mejor película.
Su segunda película Campfire (2004) fue también un suceso, siendo ganadora de 5 Premios de la Ofir incluyendo mejor película, mejor dirección y mejor guion. Por Beaufort (2007), su tercera película, recibió el Oso de Plata por mejor dirección en el Festival Internacional de Cine de Berlín. Beaufort se convirtió en uno de los filmes más exitosos y aclamados por la crítica de Israel en toda la década y fue nominado para el Premio de la Academia en la categoría de mejor película en lengua no inglesa, la primera que recibía un filme israelí en 24 años. Además, recibió 4 Premios Ophir y estuvo basada en las experiencias de Cedar durante su servicio militar en la frontera entre Israel y el Líbano.
Su película de 2011, Footnote, recibió el premio al mejor guion durante el Festival de Cine de Cannes.

## Premios y distinciones
Premios Óscar
| Año  | Categoría                                       | Película | Resultado |
| ---- | ----------------------------------------------- | -------- | --------- |
| 2008 | Mejor película extranjera (de habla no inglesa) | 12       | Nominado  |
| 2012 | Mejor película extranjera (de habla no inglesa) | Footnote | Nominado  |

Festival Internacional de Cine de Cannes
| Año  | Categoría             | Película        | Resultado |
| ---- | --------------------- | --------------- | --------- |
| 2011 | Premio al mejor guion | Hearat Shulayim | Ganador   |